# Nikon D7000

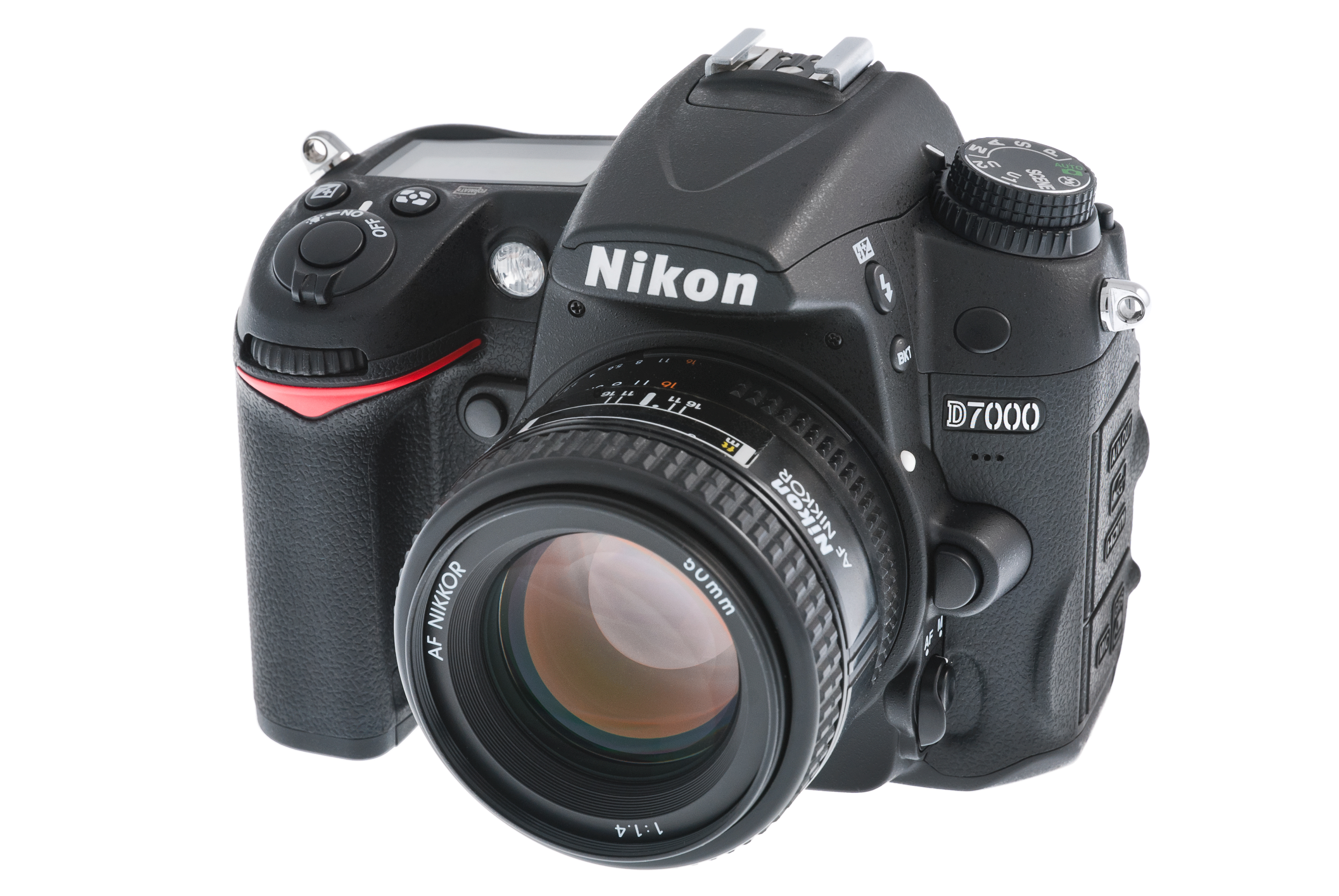
Nikon D7000

De Nikon D7000 is een digitale spiegelreflexcamera (DSLR) met een DX-formaat-beeldsensor van 16,2 megapixels die een hd-videofunctie heeft. De camera werd op 15 september 2010 aangekondigd vlak voor de Photokina en was vanaf oktober 2010 verkrijgbaar. De aankondiging van de D7000 werd vaak beschouwd als het begin van een nieuwe cameraserie tussen de D90 en D300s. In februari 2013 kwam de opvolger van de D7000 op de markt, de Nikon D7100.

## Techniek
De Nikon D7000 beschikt, op enkele wijzigingen na, over vrijwel dezelfde specificaties als de D90. Naast de hogere resolutie van 16,2 vergeleken met de 12,3 megapixels van de D90 heeft hij een iets groter lcd-scherm van 3 inch (7,62 cm) en een groter ISO-bereik (100-6400, uitbreidbaar tot 25600). De oorsprong van de beeldsensor heeft Nikon nooit bekendgemaakt, maar bij het demonteren van een camera werd Sony als de fabrikant geïdentificeerd.
Voor het opslaan van de beeld- en filmgegevens kunnen er in de D7000 twee SD-geheugenkaarten worden gebruikt. De body bestaat uit een magnesiumlegering-behuizing. De belichtingsmeter is ten opzichte van de D90 met 2016 RGB-pixels op ongeveer vier keer de resolutie voorzien. Het aantal autofocussensoren steeg naar 39, waaronder negen kruissensoren (de D300s heeft er 51).
De D7000 is op een aantal punten fundamenteel vernieuwd ten opzichte van de andere modellen: er zijn de opnamemodi U1 en U2 – fotografen kunnen hun individuele voorkeuren (witbalans, AF-modus, belichting, enz.) met het instelwiel aan de bovenzijde van de camera instellen.
De D7000 kan net als zijn opvolger D7100 objectieven zonder CPU-controle in de handmatige modus met diafragmavoorkeuze gebruiken.

## Video
Video's kunnen worden opgenomen met een resolutie van maximaal 1920 × 1080 pixels (Full HD met 24 frames per seconde) en een maximale lengte van 20 minuten in QuickTime-formaat. In tegenstelling tot de D90 is ook autofocus tijdens de opname mogelijk.

## Gps-connector
De D7000 heeft een gecombineerde interface voor het aansluiten van een draadontspanner en een gps-ontvanger, zoals de Nikon GP-1, om het geotaggen van JPEG- en NEF-bestanden mogelijk te maken.

## Kritiek
Een (ingestelde) belichtingscompensatie wordt op het lcd-scherm weergegeven met een symbool (+ -), maar alleen bij het indrukken van de belichtingscompensatie-knop wordt de waarde voor de belichtingscompensatie weergegeven. De diafragmaopening verandert niet bij het gebruik van objectieven zonder diafragmaring (type G) als de camera in de Live-View-modus wordt gebruikt. De camera heeft verder ook geen live-histogram.
Het sporadische optreden van defecte pixels in de Live View-stand en in films is opgelost met firmware 01:01.